# Wojciech Marczewski
Lucian Pintilie (Łódź, 28 de febrero de 1944) es un director de cine y guionista polaco. Dirigió doce films entre 1968 y 2001.
Su película Dreszcze de 1981 ganó el Oso de Plata del Jurado del Festival Internacional de Cine de Berlín. Su película Ucieczka z kina "Wolność" fue exhibida en la sección Un Certain Regard del Festival de Cannes de 1991.

## Filmography
- Lekcja anatomii (1968)
- Most nad torami (1968)
- Podróżni jak inni (1969)
- Bielszy niż śnieg (1975)
- Wielkanoc (1975)
- Zmory (Nightmares) (1979)
- Klucznik (1980)
- Dreszcze (1981)
- Ucieczka z kina "Wolność" (1990)
- Czas zdrady (1997)
- Weiser (2001)

## Premios y distinciones
Festival Internacional de Cine de Berlín
| Año  | Categoría                             | Película | Resultado |
| ---- | ------------------------------------- | -------- | --------- |
| 1982 | Oso del Plata, Gran Premio del Jurado | Dreszcze | Ganador   |
| 1982 | Premio FIPRESCI                       | Dreszcze | Ganador   |